# Inhyeong-ui jip
Inhyeong-ui jip (인형의 집?, lett. "La casa delle bambole"; titolo internazionale Mysterious Personal Shopper) è un serial televisivo sudcoreano trasmesso su KBS2 dal 26 febbraio al 20 luglio 2018.

## Trama
Hong Se-yeon lavora di giorno in un negozio di articoli di lusso, dove è da tre anni consecutivi l'impiegata modello, mentre di notte disegna abiti inseguendo il sogno di fare la stilista. S'impegna duramente per sostenere la madre e il patrigno da quando l'attività dell'uomo fallì e la famiglia andò in bancarotta poco prima che Se-yeon finisse la scuola.
Eun Kyung-hye è la nipote del presidente Eun Ki-tae, magnate della moda e proprietario del Winners Group, e soffre di disturbo del controllo degli impulsi, dipendenza da shopping, disturbo ossessivo-compulsivo e nevrosi, ed è pertanto segretamente in cura da uno psichiatra. Non ricorda il volto dei suoi genitori e nessuna loro foto è sopravvissuta in quanto il nonno cacciò il padre della ragazza da casa perché si era sposato contro il suo volere; la coppia morì poi in povertà e Kyung-hye ha sempre temuto che le potesse toccare la stessa sorte nonostante l'affetto del nonno per lei. Si è sposata con Jang Myung-hwan, avvocato del Winners Group, ma le cose non vanno tanto bene: dopo aver scoperto che il nonno della moglie aveva fatto di lui l'amministratore delegato del gruppo soltanto per la nipote e non perché riconoscesse le sue abilità, Myung-hwan ha giurato vendetta e iniziato a prendere in giro, insultare e trattare male Kyung-hye vedendo sfumare il sogno di ereditare il Winners Group. 
Quando Se-yeon e Kyung-hye s'incontrano, le cose iniziano a cambiare e vengono a galla i segreti che ruotano attorno alla famiglia Eun, oltre a quello della madre di Se-yeon, che lavora per il presidente come domestica.

## Personaggi
- Geum Young-sook, interpretata da Choi Myung-gil
- Hong Se-yeon, interpretata da Park Ha-na
- Eun Kyung-hye, interpretata da Wang Bit-na
- Lee Jae-joon, interpretato da Lee Eun-hyung
- Jang Myung-hwan, interpretato da Han Sang-jin
- Yoo Shin-hyuk, interpretato da Lee Kwan-hoon
- Eun Ki-tae, interpretato da Lee Ho-jae
- Hong Pil-mok, interpretato da Lee Han-wi
- Hong Sun-hee, interpretata da Jung Soo-young
- Hong Chul-soo, interpretato da Kim Ki-doo
- Hong Kang-hee, interpretata da Kim Ji-sung
- Park Soo-ran, interpretata da Park Hyun-sook
- Shin Young-ae, interpretata da Shim Jin-hwa
- Kim Hyo-jung, interpretata da Yoo Seo-jin
- Jeon Hyun-joo, interpretata da Jung Jung-ah
- Na Jin-beom, interpretato da Park Jae-woong
- Ma Dong-seok, interpretato da Kim Kwang-young
- Kkot-nim / Lee Jae-young, interpretata da Bae Noo-ri
- Eun Sook-ja, interpretata da Jo Mi-ryung
- Goo Sa-ra, interpretata da Seo Hye-jin
- Sa Cha-soon, interpretata da Lee Ah-rin
- Na Ae-ri, interpretata da Kim Yoo-jin
- Myung Hyun-joon, interpretato da Choi Jong-tae
- Min Woo-hyuk, interpretato da Lee Myung-ho
- Pierre Jang / Jang Hyuk-pil, interpretato da Gong Jung-hwan

## Ascolti
| Episodio | Data di trasmissione | Dati TNMS           | Dati TNMS                  | Dati AGB            | Dati AGB                   |
| Episodio | Data di trasmissione | A livello nazionale | Area metropolitana di Seul | A livello nazionale | Area metropolitana di Seul |
| -------- | -------------------- | ------------------- | -------------------------- | ------------------- | -------------------------- |
| 1        | 26 febbraio 2018     | 17,5%               | 13,8%                      | 13,6%               | 12,7%                      |
| 2        | 27 febbraio 2018     | 17,6%               | 14,1%                      | 14,4%               | 12,9%                      |
| 3        | 28 febbraio 2018     | 17,9%               | 14,2%                      | 14,8%               | 13,1%                      |
| 4        | 1 marzo 2018         | 17,5%               | 13,9%                      | 13,7%               | 12,1%                      |
| 5        | 2 marzo 2018         | 17,6%               | 14,1%                      | 14,3%               | 13,0%                      |
| 6        | 5 marzo 2018         | 18,8%               | 15,2%                      | 14,4%               | 12,8%                      |
| 7        | 6 marzo 2018         | 18,2%               | 14,4%                      | 13,7%               | 12,9%                      |
| 8        | 7 marzo 2018         | 19,2%               | 14,8%                      | 14,4%               | 13,0%                      |
| 9        | 8 marzo 2018         | 17,4%               | 12,7%                      | 14,1%               | 12,4%                      |
| 10       | 9 marzo 2018         | 17,6%               | 12,9%                      | 14,2%               | 13,0%                      |
| 11       | 12 marzo 2018        | 18,4%               | 15,1%                      | 14,0%               | 12,7%                      |
| 12       | 13 marzo 2018        | 18,2%               | 14,3%                      | 14,5%               | 12,6%                      |
| 13       | 14 marzo 2018        | 17,1%               | 12,9%                      | 13,3%               | 12,1%                      |
| 14       | 15 marzo 2018        | 17,7%               | 14,1%                      | 14,7%               | 13,2%                      |
| 15       | 16 marzo 2018        | 18,3%               | 14,7%                      | 12,8%               | 11,3%                      |
| 16       | 19 marzo 2018        | 18,5%               | 14,8%                      | 14,9%               | 13,1%                      |
| 17       | 20 marzo 2018        | 19,5%               | 15,7%                      | 15,1%               | 13,3%                      |
| 18       | 21 marzo 2018        | 18,6%               | 15,0%                      | 15,4%               | 14,8%                      |
| 19       | 22 marzo 2018        | 18,1%               | 14,2%                      | 15,1%               | 14,0%                      |
| 20       | 23 marzo 2018        | 18,9%               | 15,6%                      | 13,9%               | 12,7%                      |
| 21       | 26 marzo 2018        | 18,2%               | 14,3%                      | 14,1%               | 12,8%                      |
| 22       | 27 marzo 2018        | 17,3%               | 13,0%                      | 14,5%               | 13,2%                      |
| 23       | 28 marzo 2018        | 15,7%               | 11,4%                      | 13,3%               | 12,0%                      |
| 24       | 29 marzo 2018        | 17,4%               | 13,6%                      | 14,2%               | 13,4%                      |
| 25       | 30 marzo 2018        | 15,5%               | 11,1%                      | 12,3%               | 11,2%                      |
| 26       | 2 aprile 2018        | 17,0%               | 12,8%                      | 13,2%               | 12,0%                      |
| 27       | 3 aprile 2018        | 17,0%               | 13,2%                      | 13,6%               | 11,7%                      |
| 28       | 4 aprile 2018        | 16,6%               | 12,5%                      | 14,3%               | 13,2%                      |
| 29       | 5 aprile 2018        | 16,5%               | 12,3%                      | 13,6%               | 12,8%                      |
| 30       | 6 aprile 2018        | 15,8%               | 11,4%                      | 12,2%               | 10,8%                      |
| 31       | 9 aprile 2018        | 17,7%               | 14,1%                      | 14,7%               | 13,2%                      |
| 32       | 10 aprile 2018       | 16,8%               | 13,1%                      | 14,8%               | 14,2%                      |
| 33       | 11 aprile 2018       | 16,6%               | 12,7%                      | 13,5%               | 12,6%                      |
| 34       | 12 aprile 2018       | 16,1%               | 11,8%                      | 13,6%               | 12,3%                      |
| 35       | 13 aprile 2018       | 17,4%               | 13,6%                      | 13,9%               | 13,1%                      |
| 36       | 16 aprile 2018       | 17,0%               | 12,9%                      | 13,1%               | 12,0%                      |
| 37       | 17 aprile 2018       | 18,1%               | 14,7%                      | 13,9%               | 12,5%                      |
| 38       | 18 aprile 2018       | 17,4%               | 13,3%                      | 13,5%               | 12,5%                      |
| 39       | 19 aprile 2018       | 17,1%               | 13,0%                      | 13,1%               | 12,1%                      |
| 40       | 20 aprile 2018       | 17,9%               | 14,3%                      | 13,5%               | 11,9%                      |
| 41       | 23 aprile 2018       | 18,5%               | 14,7%                      | 14,5%               | 12,6%                      |
| 42       | 24 aprile 2018       | 19,3%               | 15,2%                      | 15,0%               | 12,9%                      |
| 43       | 25 aprile 2018       | 16,6%               | 12,7%                      | 14,8%               | 14,0%                      |
| 44       | 26 aprile 2018       | 15,4%               | 11,0%                      | 14,3%               | 12,9%                      |
| 45       | 27 aprile 2018       | 11,8%               | 8,1%                       | 10,2%               | 9,5%                       |
| 46       | 30 aprile 2018       | 16,6%               | 12,5%                      | 13,4%               | 12,3%                      |
| 47       | 1 maggio 2018        | 16,0%               | 12,3%                      | 14,6%               | 12,9%                      |
| 48       | 2 maggio 2018        | 14,2%               | 9,8%                       | 15,2%               | 13,9%                      |
| 49       | 3 maggio 2018        | 15,5%               | 11,4%                      | 13,9%               | 12,8%                      |
| 50       | 4 maggio 2018        | 15,5%               | 11,7%                      | 14,1%               | 12,9%                      |
| 51       | 7 maggio 2018        | 16,1%               | 12,3%                      | 13,6%               | 12,4%                      |
| 52       | 8 maggio 2018        | 16,2%               | 12,0%                      | 13,2%               | 11,7%                      |
| 53       | 9 maggio 2018        | 16,6%               | 12,4%                      | 13,8%               | 12,5%                      |
| 54       | 10 maggio 2018       | 16,8%               | 12,6%                      | 14,1%               | 12,7%                      |
| 55       | 11 maggio 2018       | 17,1%               | 12,9%                      | 14,1%               | 13,0%                      |
| 56       | 14 maggio 2018       | 17,0%               | 12,8%                      | 13,9%               | 12,0%                      |
| 57       | 15 maggio 2018       | 16,3%               | 12,0%                      | 14,1%               | 12,8%                      |
| 58       | 16 maggio 2018       | 16,4%               | 12,2%                      | 15,1%               | 13,9%                      |
| 59       | 17 maggio 2018       | 17,2%               | 13,0%                      | 14,2%               | 12,8%                      |
| 60       | 18 maggio 2018       | 16,2%               | 12,0%                      | 14,3%               | 12,4%                      |
| 61       | 21 maggio 2018       | 17,2%               | 12,9%                      | 13,4%               | 12,1%                      |
| 62       | 22 maggio 2018       | 15,6%               | 11,3%                      | 16,2%               | 14,4%                      |
| 63       | 23 maggio 2018       | 18,2%               | 13,9%                      | 14,1%               | 12,8%                      |
| 64       | 24 maggio 2018       | 17,4%               | 13,3%                      | 13,8%               | 12,7%                      |
| 65       | 25 maggio 2018       | 17,6%               | 13,5%                      | 13,6%               | 12,0%                      |
| 66       | 29 maggio 2018       | 19,0%               | 15,3%                      | 15,1%               | 14,2%                      |
| 67       | 30 maggio 2018       | 17,1%               | 12,7%                      | 13,8%               | 12,5%                      |
| 68       | 31 maggio 2018       | 16,4%               | 12,7%                      | 12,9%               | 12,2%                      |
| 69       | 1 giugno 2018        | 14,1%               | 10,3%                      | 12,6%               | 11,8%                      |
| 70       | 4 giugno 2018        | 15,6%               | 11,9%                      | 13,3%               | 12,6%                      |
| 71       | 5 giugno 2018        | 14,5%               | 10,7%                      | 12,4%               | 10,9%                      |
| 72       | 6 giugno 2018        | 14,6%               | 10,8%                      | 13,7%               | 12,9%                      |
| 73       | 7 giugno 2018        | 15,2%               | 11,3%                      | 13,7%               | 12,8%                      |
| 74       | 8 giugno 2018        | 15,5%               | 11,7%                      | 12,9%               | 12,2%                      |
| 75       | 11 giugno 2018       | 16,4%               | 12,5%                      | 14,1%               | 13,0%                      |
| 76       | 12 giugno 2018       | 14,9%               | 10,8%                      | 12,2%               | 10,2%                      |
| 77       | 13 giugno 2018       | 13,9%               | 9,4%                       | 11,9%               | 11,5%                      |
| 78       | 14 giugno 2018       | 15,0%               | 10,9%                      | 13,5%               | 12,3%                      |
| 79       | 15 giugno 2018       | 15,7%               | 11,6%                      | 12,7%               | 11,2%                      |
| 80       | 19 giugno 2018       | 17,6%               | 13,7%                      | 14,5%               | 13,1%                      |
| 81       | 20 giugno 2018       | 14,8%               | 10,9%                      | 13,7%               | 12,8%                      |
| 82       | 21 giugno 2018       | 15,4%               | 11,3%                      | 12,7%               | 11,7%                      |
| 83       | 22 giugno 2018       | 15,4%               | 11,6%                      | 13,7%               | 12,5%                      |
| 84       | 25 giugno 2018       | 16,3%               | 12,4%                      | 14,2%               | 13,1%                      |
| 85       | 26 giugno 2018       | 18,4%               | 14,0%                      | 15,8%               | 14,4%                      |
| 86       | 27 giugno 2018       | 16,3%               | 12,5%                      | 14,4%               | 13,6%                      |
| 87       | 28 giugno 2018       | 17,6%               | 13,3%                      | 15,0%               | 13,7%                      |
| 88       | 29 giugno 2018       | 16,3%               | 12,2%                      | 13,7%               | 11,7%                      |
| 89       | 2 luglio 2018        | 16,7%               | 12,6%                      | 15,0%               | 13,9%                      |
| 90       | 3 luglio 2018        | 16,7%               | 12,5%                      | 14,4%               | 12,2%                      |
| 91       | 4 luglio 2018        | 15,4%               | 11,0%                      | 13,9%               | 12,5%                      |
| 92       | 5 luglio 2018        | 16,2%               | 12,1%                      | 13,9%               | 11,8%                      |
| 93       | 6 luglio 2018        | 15,3%               | 10,9%                      | 13,4%               | 11,5%                      |
| 94       | 9 luglio 2018        | 16,9%               | 12,7%                      | 14,8%               | 13,1%                      |
| 95       | 10 luglio 2018       | 16,8%               | 12,5%                      | 13,5%               | 12,2%                      |
| 96       | 11 luglio 2018       | 16,6%               | 12,3%                      | 13,7%               | 12,1%                      |
| 97       | 12 luglio 2018       | 15,7%               | 11,2%                      | 13,8%               | 12,4%                      |
| 98       | 13 luglio 2018       | 16,3%               | 12,0%                      | 14,2%               | 12,4%                      |
| 99       | 16 luglio 2018       | 16,8%               | 12,6%                      | 13,9%               | 12,7%                      |
| 100      | 17 luglio 2018       | 15,4%               | 11,2%                      | 12,6%               | 11,4%                      |
| 101      | 18 luglio 2018       | 15,7%               | 11,5%                      | 13,3%               | 11,9%                      |
| 102      | 19 luglio 2018       | 15,6%               | 11,4%                      | 13,2%               | 12,2%                      |
| 103      | 20 luglio 2018       | 16,3%               |                            | 13,7%               | 12,7%                      |

## Colonna sonora
1. Unstoppable Longing (멈출수 없는 그리움) – J-Cera
2. Whisper – Ran
3. My Heart Remembered You (가슴이 널 기억해서) – Eun Ga-eun
4. Suddenly (문득) – Taesabiae
5. Words I Kept Holding In (참고 참았던 말) – Bro
6. Late Regret (뒤늦은 후회) – Song Ha-ye
7. Words to Say (할말이 있는데) – Yeoeun (Melody Day)
8. Your News (너의 소식) – Woo Eun-mi
9. If You – Serri (Dal Shabet)
10. Do You Have the Right of Love (사랑하는데 자격 있나요) – Jo Moon-geun
11. Just Bring Me a Tear (눈물만 데려와) – Huh Gong
12. I'll Tell You (말할게) – DKSOUL
13. I Forgot Everything (모두 잊었다고) – Lisa
14. The Time I Missed You (널 그리는 시간) – Hansalchae
15. How Can I Not Love You – Miligram
16. I'm Okay (난 괜찮아) – Ahn Ye-seul
17. Do You Know My Heart (내 맘 알까) – Project No. 406
18. Family (가족) – Acousweet
19. Though Laugh (웃어도) – The Daisy
20. We in the Past (그때 우리) – Lydia
21. I'll Give You Everything (다 줄거야) – Hyun Jin-joo